# عصا الذهب
قضيب الزهر أو عَصَا الذَّهَبِ  (Solidago) أو القضبان الذهبية [بحاجة لمصدر] (goldenrods)، هو جنس يحتوي على 100 نوع من النباتات المزهرة في العائلة نجمية.‌ وأغلبها أنواع عشبية دائمة توجد في المروج والمراعي، بالإضافة إلى الطرق والحفر ومناطق النفايات في أمريكا الشمالية. كما أنه توجد كذلك بعض الأنواع القليلة التي موطنها الأصلي في المكسيك وأمريكا الجنوبية وأوراسيا. وقد تم نقل بعض الأنواع الأمريكية إلى أوروبا وإلى أجزاء أخرى من العالم.

## فوائد نبتة عصا الذهب
تستخدم الأجزاء الخارجية في العشبة  للحصول على الدواء.
يستخدم للتخلص من الألم والإلتهابات وإيقاف التشنجات التي تحدث بالعضلات.كما وانه يستخدم للتخلص من آلام والتهابات المفاصل.  وغيرها من الأمراض.

## تركيب الزيت العطري
يحوي الزيت العطري لنبات الكبابة على مركبات كادينين في تركيبته.

## وصلات خارجية
- Goldenrod identification
- Goldenrods as state flowers
- Ontario Wildflowers website More detail about Ontario's Goldenrods
- University of Waterloo: Goldenrods